# Archidiecezja Puebla de los Angeles
Archidiecezja Puebla de los Angeles (łac. Archidioecese Angelorum; hiszp. Arquidiócesis de Puebla de los Angeles) – rzymskokatolicka archidiecezja w Meksyku. Powstała w 6 czerwca 1543 jako diecezja Puebla–Tlaxcala. Podniesiona do rangi archidiecezji została 11 sierpnia 1903. Siedziba biskupia znajduje się przy archikatedrze Matki Boskiej Niepokalanie Poczętej w Puebla.

## Historia
6 czerwca 1543 roku papież Paweł III erygował diecezję Puebla de los Angeles. Dotychczas wierni z tym terenów należeli do zlikwidowanej diecezji Tlaxcala (w latach 1518-1525 zwana jukatańską).
11 sierpnia 1903 roku decyzją papieża Piusa X wyrażoną w konstytucji apostolskiej Praedecessoris Nostri diecezja została podniesiona do rangi archidiecezji metropolitalnej.
Z terenów diecezji w kolejnych latach utworzono diecezje: jukatańska (1561), Chilapa (1863), Veracruz-Jalapa (1863), Mixtecas (1902), Tlaxcala (1959), Tehuacán (1962).

## Ordynariusze

### Biskupi Puebla de los Angeles
- Pablo Gil de Talavera (1544–1545)
- Martín Sarmiento de Hojacastro OFM (1958–1957)
- Fernando de Villagómez (1561–1571)
- Antonio Ruíz de Morales y Molina OS (1572–1576)
- Diego de Romano y Govea (1578–1606)
- Alfonso de la Mota y Escobar (1607–1626)
- Gutiérrez Bernardo de Quirós (1626–1638)
- Juan de Palafox y Mendoza (1639–1653)
- Diego Osorio de Escobar y Mendoza (1655–1664)
- Juan de Sancto Mathía Sáenz de Mañozca y Murillo (1675)
- Manuel Fernández de Santa Cruz y Sahagún (1676–1699)
- García Felipe de Legazpi y Velasco Altamirano y Albornoz (1704–1706)
- Pedro Nogales Dávila (1708–1722)
- Juan Antonio de Lardizabal y Elorza (1722–1733)
- Benito Crespo y Monroy OS (1734–1737)
- Pedro González García (1739–1743)
- Domingo Pantaleón Álvarez de Abreu (1743–1763)
- Francisco Fabián y Fuero (1765–1773)
- Victoriano López Gonzalo (1773–1786)
- Santiago José Echaverría Nieto de Osorio y Elguera (1788–1789)
- Salvador Bienpica y Sotomayor (1790–1802)
- Manuel Ignacio González de Campillo Gómez del Valle (1804–1813)
- José Antonio Joaquín Pérez Martínez y Robles (1814–1829)
- Francisco Pablo Vásquez Bizcaíno (1831–1847)
- José María Luciano Becerra y Jiménez (1852–1854)
- Pelagio Antonio de Labastida y Dávalos (1855–1863)
- Carlos María Colina y Rubio (1863–1879)
- Francisco de Paula Verea y González (1879–1884)
- José María Mora y Daza (1884–1887)
- José Maríe del Refugio Guerra y Alva (1888)
- Francisco Melitón Vargas y Gutiérrez (1888–1896)
- Perfecto Amézquita y Gutiérrez CM (1896–1902)
- José Ramón Ibarra y González (1902–1903)

### Arcybiskupi Puebla de los Ángeles
- José Ramón Ibarra y González(inne języki) (1903–1917)
- Enrique Sánchez y Paredes (1919–1923)
- Pedro María Vera y Zuria (1924–1945)
- José Ignacio Márquez y Tóriz (1945–1950)
- Octaviano Márquez y Tóriz (1950–1975)
- Ernesto Corripio y Ahumada (1976–1977)
- Rosendo Huesca Pacheco (1977–2009)
- Víctor Sánchez Espinosa (od 2009)